# Évacuation du nord de la bande de Gaza

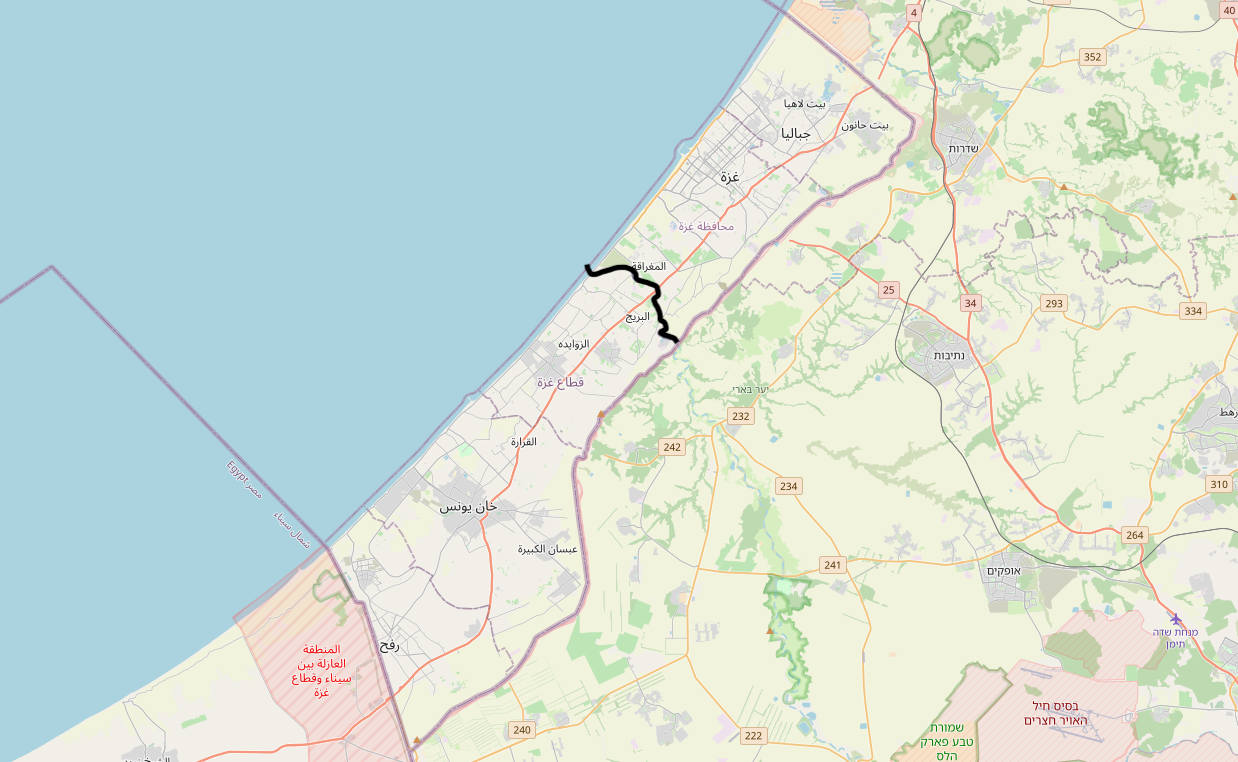
Carte de la bande de Gaza : la ligne en noir représente la limite fixée par les FDI à la rivière Bésor pour l'évacuation.

L'évacuation du nord de la bande de Gaza est le mouvement des populations civiles palestiniennes qui a suivi l'ordre diffusé par l'armée israélienne le 13 octobre 2023 de quitter ce territoire en prévision de bombardements massifs. Cette mesure s'applique à toutes les communautés situées au nord de la rivière Bésor, y compris la ville de Gaza. Elle ordonne une évacuation vers le sud de la bande de Gaza. Selon l'ONU, l'armée israélienne a donné un délai de 24 heures pour l'évacuation, tandis qu'un porte-parole de l'armée israélienne n'a pas indiqué de délai et a déclaré que l'armée israélienne comprenait qu'une évacuation « prendrait du temps »,,. L'ordre est donné une semaine après l'attaque du Hamas contre Israël le 7 octobre 2023 depuis Gaza. Le 14 octobre, des centaines de milliers de Palestiniens évacuent le nord de la bande de Gaza. Les Palestiniens qualifient le dépeuplement du nord de la bande de Gaza de « deuxième Nakba. »
Paula Gaviria Betancur, rapporteur spécial des Nations unies sur les droits de l'homme des personnes déplacées à l'intérieur de leur propre pays, condamne l'ordre d'évacuation forcée en le qualifiant de « crime contre l'humanité et de violation flagrante du droit international humanitaire. »
Le ministre israélien de la Défense, Yoav Gallant, appelle les Palestiniens à quitter la partie nord de Gaza, y compris la ville de Gaza, en déclarant : « Le camouflage des terroristes est la population civile. C'est pourquoi nous devons les séparer. Ceux qui veulent sauver leur vie doivent donc aller vers le sud. »
Une grande partie de la communauté internationale et de l'opinion publique mondiale s'accorde à dire qu'il s'agit d'une tentative de nettoyage ethnique à l'encontre 
du peuple palestinien.

## Contexte
Le 7 octobre 2023 le Hamas lance une offensive sur Israël. Israël répond par une série de frappes aériennes sur Gaza. Les Forces de défense israéliennes (FDI) lancent un avertissement d'évacuation aux habitants des régions septentrionales. Les Nations unies considèrent dans un premier temps que cet ordre d'évacuation ne peut être exécuté en toute sécurité en raison du nombre important de personnes concernées

## Réactions

### ONU
Dans une déclaration, l'ONU met en garde contre les « conséquences humanitaires dévastatrices » du déplacement de 1,1 million de Palestiniens. Peu après l'émission des ordres d'évacuation, les installations de l'ONU, y compris l'UNRWA, reçoivent l'ordre de déménager à Rafah.
Le secrétaire général de l’ONU, Antonio Guterres, a déclaré que « la détresse des civils palestiniens pris au piège dans le nord de la bande de Gaza est insupportable », se disant « choqué par le nombre atroce de morts, de blessés et de destructions ».
Le haut-commissaire aux droits humains des Nations unies, Volker Türk, a indiqué que le nord de Gaza vit ses « heures les plus sombres ».

### Hamas
Les responsables du Hamas rejettent cet avertissement et exhortent les habitants des zones concernées à ignorer l'ordre et à rester chez eux,. L'Autorité du Hamas pour les affaires des réfugiés déclare aux habitants du nord de Gaza de « rester fermement dans leurs maisons et de tenir bon face à cette guerre psychologique dégoûtante menée par l'occupation. »

### Organisations internationales
Médecins sans frontières a publié une déclaration qualifiant l'ordre d'évacuation de « scandaleux » et d'« atteinte aux soins médicaux et à l'humanité » et a condamné l'ordre israélien « dans les termes les plus forts possibles ».
L'Organisation mondiale de la santé a publié un appel « demandant à Israël d'annuler immédiatement les ordres d'évacuation de plus d'un million de personnes vivant au nord de Wadi Gaza (Bésor) », arguant qu'il est extrêmement difficile de déplacer les patients en soins intensifs, que les fournitures médicales s'épuisent et que « les quatre hôpitaux du ministère de la Santé dans le sud de Gaza ont déjà dépassé leur capacité ». Des déclarations similaires ont été publiées par l'UNICEF et l'International Rescue Committee,. L'OMS a exprimé son inquiétude concernant l'ordre d'évacuation envoyé à l'hôpital al-Quds à Gaza.

## Accusations de crimes de guerre et revendications humanitaires israéliennes
L'ordre d'évacuation d'Israël est qualifié de transfert forcé de population par Jan Egeland, ancien diplomate norvégien impliqué dans les accords d'Oslo. Un « transfert forcé » est le déplacement forcé d'une population civile dans le cadre d'une attaque organisée contre elle et est considéré comme un crime contre l'humanité par la Cour pénale internationale. Dans une interview avec la BBC, Jan Egeland déclare : « Il y a des centaines de milliers de personnes qui fuient pour sauver leur vie - [ce n'est] pas quelque chose que l'on peut appeler une évacuation. Il s'agit d'un transfert forcé de personnes de tout le nord de Gaza, ce qui, selon la Convention de Genève, constitue un crime de guerre ». Le rapporteur spécial des Nations unies, Francesca Albanese, met en garde contre un nettoyage ethnique de masse à Gaza. Raz Segal, historien israélien et directeur du programme d'études sur l'Holocauste et les génocides à l'université de Stockton (en), qualifie cette opération de « cas d'école de génocide ».
Le 13 octobre 2023, un projet de document préparé par le ministère israélien du Renseignement propose de déplacer 2,3 millions de Palestiniens de la bande de Gaza vers la péninsule égyptienne du Sinaï,.
L'appel lancé aux habitants du nord de Gaza pour qu'ils se dirigent vers le sud de la zone de combat est qualifié par un ancien officier israélien d'« exode humanitaire » pour sauver autant de vies que possible. Le 15 octobre, le principal porte-parole militaire d'Israël accuse le Hamas d'essayer d'utiliser les civils comme boucliers humains et lance un nouvel appel aux habitants de Gaza pour qu'ils se dirigent vers le sud de la zone de combat.
Un officier des FDI déclare au New York Times qu'au lieu d'appliquer la politique des « coups sur les toits », Israël émet des ordres d'évacuation massive et des tracts indiquant que « quiconque se trouve à proximité des combattants du Hamas met sa vie en danger ».
Le 21 octobre 2023, l'armée israélienne largue d'autres tracts à Gaza avec le message suivant : « Avertissement urgent ! Aux habitants de Gaza : votre présence au nord de Wadi Gaza (Bésor) met vos vies en danger. Toute personne qui choisit de ne pas évacuer le nord de la bande de Gaza vers le sud de la bande de Gaza peut être identifiée comme partenaire d'une organisation terroriste. »,.
En novembre 2023, pour Volker Türk, haut-commissaire des Nations unies aux droits de l'homme, « la punition collective infligée par Israël aux civils palestiniens est également un crime de guerre, tout comme l'évacuation forcée illégale de civils ».
L’ONG israélienne B’Tselem, a dénoncé un « nettoyage ethnique » en octobre 2024. Selon elle, « l’ampleur des crimes qu’Israël commet actuellement (…) est impossible à décrire, non seulement parce que des centaines de milliers de personnes souffrent de la famine, de la maladie, sans accès aux soins médicaux et subissent des bombardements et des tirs incessants, ce qui défie l’entendement, mais aussi parce qu’Israël les a coupés du monde ».

## Tentatives de blocage de l'évacuation des Palestiniens

### Attaques
Le 13 octobre 2023, de multiples bombardements visent des Palestiniens qui tentent de quitter le nord de la ville de Gaza, tuant 70 personnes, principalement des femmes et des enfants, alors qu'une directive d'évacuation d'Israël exhortait plus d'un million de résidents du nord de Gaza à se rendre dans la partie sud du territoire ; 200 personnes sont blessées. Le Hamas publie une déclaration accusant Israël de bombarder des civils. En retour, Israël accuse directement le Hamas de bloquer l'évacuation des Palestiniens afin de les utiliser comme boucliers humains. L'origine des bombardements reste inconnue en raison de la nature de l'explosion,.
Le 30 octobre, des chars israéliens bloquent les routes qui relient la ville de Gaza au sud de la bande de Gaza et auraient tiré sur des véhicules civils qui respectaient pourtant les ordres d'évacuation israéliens. Dans un cas, un char à Netzarim attaque une voiture et un bus, tuant trois personnes.

### Opposition au départ du Hamas
Le 13 octobre, les mosquées de Gaza diffusent des messages demandant aux habitants de la bande de Gaza de ne pas évacuer.
Les FDI déclarent que des centaines de milliers de Palestiniens commencent à se diriger vers le sud, mais que beaucoup d'entre eux sont bloqués par les barrages routiers mis en place par le Hamas le 14 octobre.

### Efforts internationaux pour ouvrir un corridor humanitaire
Malgré les efforts internationaux pour ouvrir un corridor humanitaire pour les civils, aucun accord n'a été trouvé. L'Égypte a participé à des discussions en vue de fournir une aide humanitaire, mais aucun couloir d'évacuation sécurisé n'avait été mis en place au 11 octobre.